# 윌리앙 고메스 지 시케이라
윌리앙 고메스 지 시케이라(포르투갈어: Willian Gomes de Siqueira, 1986년 11월 19일 ~ )는 짧게 윌리앙(포르투갈어: Willian)으로 불리는 브라질의 축구 선수로 포지션은 공격수이다. 현재 캄페오나투 브라질레이루 세리이 A의 플루미넨시 FC에서 활약하고 있다.